# Berberodes rufimacula
Berberodes rufimacula är en fjärilsart som beskrevs av W. Warren 1906. Berberodes rufimacula ingår i släktet Berberodes och familjen mätare. Inga underarter finns listade i Catalogue of Life.